# 费尔唐
费尔唐（法語：Fertans，法語發音：[fɛʁtɑ̃]）是法国杜省的一个市镇，属于贝桑松区。

## 地理
费尔唐（47°3'4"N, 6°3'48"E）面积8.19 平方千米，位于法国勃艮第-弗朗什-孔泰大區杜省，该省份为法国东部内陆省份，北起上索恩省，西接汝拉省，东部及东南部与瑞士接壤，东北部与贝尔福地区省接壤。
与费尔唐接壤的市镇（或旧市镇、城区）包括：克莱龙、阿芒塞、阿蒙当、弗拉热。

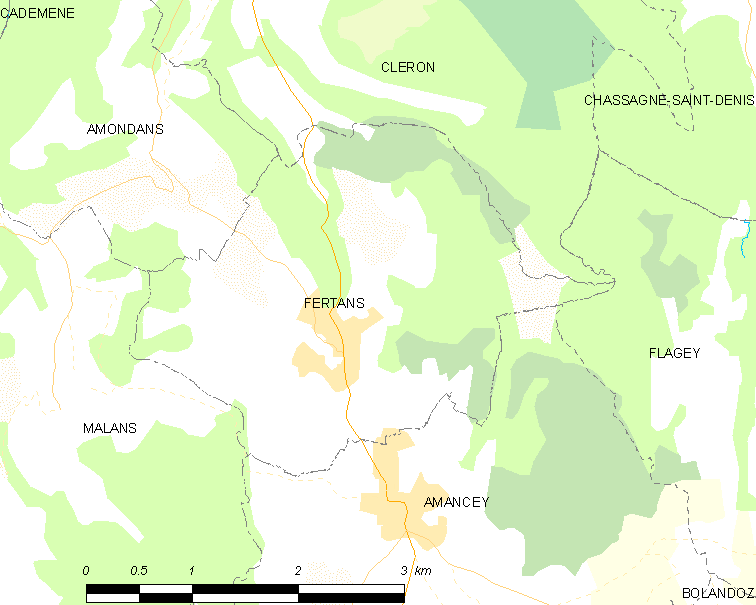
费尔唐的OSM定位图

费尔唐的时区为UTC+01:00、UTC+02:00（夏令时）。

## 行政
费尔唐的邮政编码为25330，INSEE市镇编码为25236。

## 政治
费尔唐所属的省级选区为奥尔南县。

## 人口

1962-2008年间费尔唐人口变化图示

费尔唐于2022年1月1日时的人口数量为314人。